# 2002年香港特別行政區行政長官選舉
2002年香港特別行政區行政長官選舉是為選出第2屆香港特別行政區行政長官，以便進行第2屆香港特別行政區政府的換屆工作。選舉委員會選舉原本計劃於2002年3月24日舉行，但由於時任特首董建華已取得絕大多數選舉委員會的提名票，其他有意參選人在未能取得足夠提名的情況下，董建華自動當選連任。

## 中国中央政府的屬意人選
關於「中央欽點董建華」一說，見江泽民怒斥香港记者條目。

## 選舉結果
| 參選者 | 所屬政黨 | 競選前職位 | 所得提名 | 備註     |
| ------ | -------- | ---------- | -------- | -------- |
| 董建華 | 無黨派   | 行政長官   | 762票    | 自動當選 |